# Anophthalmoonops thoracotermitis
Anophthalmoonops thoracotermitis là một loài nhện trong họ Oonopidae.
Loài này thuộc chi Anophthalmoonops. Anophthalmoonops thoracotermitis được P. L. G. Benoit miêu tả năm 1976.